# Ilyes Najim
Ilyes Najim (* 10. September 2002 in Villeneuve-Saint-Georges) ist ein französischer Fußballspieler, der aktuell beim SK Beveren unter Vertrag steht.

## Karriere
Najim spielte in seiner Kindheit bei Sénart Moissy und spätestens seit 2017 bei Stade Malherbe de Caen. Dort erhielt er im Januar 2022 einen Profivertrag bis Juni 2022. Einen Monat darauf und auch zuvor kam er allerdings noch mit der U19 im Coupe Gambardella zum Einsatz. Am 3. April 2021 (31. Spieltag) debütierte er gegen den Pau FC nach später Einwechslung für die Profimannschaft in der Ligue 2. In der Saison 2020/21 kam er insgesamt zu zwei Profieinsätzen und einem in der in die National 2 aufgestiegenen Reservemannschaft.

## Erfolge
SM Caen B
- Aufstieg in die National 2: 2020